# Olavus Klase
Olavus Klase, född 1610 i Björsäters församling, död 26 januari 1672 i Drothems församling, var en svensk präst i.

## Biografi
Olavus Klase föddes 1610 i Björsäters församling. Han var son till lantbrukaren Nils Klase på Byrum. Klase blev i maj 1633 student vid Uppsala universitet och prästvigdes till krigspräst 22 augusti 1643. Han blev 1654 komminister i Västrums församling. Klase blev 1664 kyrkoherde i Drothems församling. Han avled 26 januari 1672 i Drothems församling.

### Familj
Klase gifte sig och fick sonen Laurentius Klase som blev komminister i Järeda församling.